# Вилхелм VII фон Монфор
Вилхелм VII/VIII фон Монфор (на немски: Wilhelm VII/VIII Graf von Montfort; * ок. 1440; † 5 февруари 1483) е граф на Монфор във Верденберг, Тетнанг, Тогенбург, Давос, Вартау и Гайенхофен на езерото Бодензе.

## Живот
Той е единствен син на граф Хайнрих III Монфор-Верденберг († 1444). Внук е на граф Вилхелм IV фон Монфор-Тетнанг († 1439) и съпругата му графиня Кунигунда фон Верденберг († 1443), дъщеря на граф Албрехт III фон Верденберг-Хайлигенберг-Блуденц († 1420) и Урсула фон Шаунберг († 1412).
След смъртта на дядо му Вилхелм IV/V синовете му разделят графството Монфор-Тетнанг на три: Тетнанг, Ротенфелс, Арген (Васербург Арген с Лангенарген), също на Верденберг със собственостите в Реция.

## Фамилия
Вилхелм VII/VIII фон Монфор се жени пр. 1459 г. за Клемента фон Хевен († сл. 1509), дъщеря на фрайхер Петер III Фридрих фон Хевен († сл. 1471) и Аделхайд фон Еберщайн († сл. 1471/1505). Те имат две дъщери:
- Клеменция фон Монфор († сл. 6 октомври 1528), омъжена 1501 г. за ландграф Зигмунд II фон Щюлинген-Хоенландсберг-Бондорф (* 31 януари 1461; † 28 декември 1526)
- Аделхайд фон Монфор († сл. 2 май 1511), омъжена I. за Еберхард фон Тенген-Неленбург († сл. 21 октомври 1521), II. пр. 5 февруари 1483 г. за Йохан Петер фон Закс, граф фон Мисокс († 1540).

Той има и един син от връзка преди 1459 г.:
- Хайнрих Монфортер († сл. 1492)